# Den gömda skatten
Den gömda skatten (danska: Det Forsvundne Ravkammer) är en dansk äventyrs- och familjeserie skapad av Søren Balle som även svarat för regin och medverkat till att skriva seriens manus. Seriens första säsong består av åtta avsnitt. Serien hade dansk premiär den 10 april 2022. Serien har fått en fortsättning med titeln Mysteriet på Bornholm.

## Handling
Serien kretsar kring Niels och storasyster Nanna som måste flytta från nordvästra Jylland eftersom den lokala skolan måste stänga. Niels får nys om en försvunnen skatt i en bortglömd tysk bunker från andra världskriget.

## Rollista (i urval)
- Bertil Smith - Niels
- Marinus Refnov - Charly
- Cecilia Loffredo - Tania
- Safina Coster-Waldau - Nanna
- Tobias Bastian Them Burø - Johannes